# Каміль Сен-Санс
Шарль-Каміль Сен-Санс (фр. Charles Camille Saint-Saëns; МФА: [ʃaʁl kamij sɛ̃sɑ̃ː(s)] ( прослухати); 9 жовтня 1835, Париж — 16 грудня 1921, Алжир) — французький композитор, органіст і піаніст, музичний критик і громадський діяч. Член Інституту Франції (1881), почесний доктор Кембриджського університету (1893), почесний член Петербурзького відділення Російського музичного товариства (1909).

## Біографічні відомості
Каміль Сен-Санс — автор творів різних музичних жанрів, зокрема 13 опер, 3-х симфоній, ораторій, численних камерних ансамблів. Також Сен-Санс залишив значну музикознавчу спадщину. Серед значних робіт — «Гармонія й мелодія» (1885), «Портрети й спогади» (1899). За редакцією Сен-Санса опубліковано повне зібрання творів Ж.-Ф. Рамо, ряд опер К.-В. Глюка та ін.
Шарль-Каміль Сен-Санс народився 9 вересня 1835 року. Наприкінці того ж року від різкого загострення сухот у віці тридцяти семи років помер батько Каміля. Дитина залишилася під опікою двадцятишестирічної матері й бабусі.
Мати Сен-Санса була художницею-акварелісткою, що допомогло залучити Каміля до образотворчого мистецтва. У віці двох з половиною років Каміль вже пройшов початковий курс гри на фортепіано під наглядом бабусі. Дитяча музика з примітивним акомпанементом лівої руки дитині не подобалася. «Бас не співає» — говорив він зневажливо.
Ледь ознайомившись зі світом музики, Каміль став складати, а незабаром і записувати композиції. Найперший зі збережених записів датований 22 березня 1839 року.
Навесні 1843 року дитину віддали на навчання фортепіанної гри відомому піаністові й композитору Камілю Стаматі. Професор був вражений чудовою підготовкою семирічного хлопчика і лише вдосконалив уже наявні піаністичні навички. З жовтня того ж року почалися заняття Каміля гармонією і контрапунктом з рекомендованим Стаматі П'єром Маледаном. Після трьох років занять з хлопчиком Стаматі визнав його підготовленим до перших концертних виступів. Вони відбулися 20 січня та 10 лютого 1846 року. А 6 травня того ж року Каміль дав великий концерт у залі Плеєль, — цей день став датою початку його піаністичної кар'єри.

## Список творів

### Опери
- «Жовта принцеса» (1872), op. 30;
- «Срібний дзвіночок» (1877, друга редакція — 1913);
- «Самсон і Даліла»[fr] (1877), op. 47;
- «Етьєн Марсель» (1879);
- «Генріх VIII» (1883);
- «Прозерпіна» (1887);
- «Асканіо» (1890);
- «Фрінея» (1893);
- «Фредеґонда» (1895; закінчив і оркестрував Ернест Гіро);
- «Варвари» (1901);
- «Гелена» (1904; одноактна);
- «Предок» (1906);
- «Деяніра» (1911).

### Вокально-симфонічні та хорові твори
- Меса для чотирьох солістів, хору, органу та оркестру, op. 4;
- «Сцени Горація», op. 10;
- Різдвяна ораторія, op. 12;
- «Персидська ніч» для солістів, хору і оркестру, op. 26-біс;
- 18-й псалом, op. 42;
- Ораторія «Потоп» op. 45;
- Реквієм, op. 54;
- «Ліра й арфа» (за поемою Віктора Гюго) для солістів, хору і оркестру, op. 57 (1879);
- «Нічний спокій» для хору, op. 68 № 1;
- «Ніч» для сопрано, жіночого хору і оркестру, op. 114;
- Кантата «Небесний вогонь» (текст Армана Сильвестра) для сопрано, хору, оркестру, органа і читця, op. 115;
- «Лола». Драматичні сцени для солістів та оркестру за поемою Стефана Бордеза, op. 116: Прелюдія, Мрія, Соловей, Танго, Висновок;
- «Кроки алеєю» для хору, op. 141 № 1;
- Ave Maria для хору та органу, op. 145;
- Ораторія «Земля обітована» (1913).

### Твори для оркестру
- Симфонія № 1 Es-dur, op. 2;
- Симфонія № 2 a-moll, op. 55;
- Симфонія № 3 c-moll (з органом), ор. 78 (1886);

Симфонічні поеми
- «Прядка Омфали», ор. 31 (1869);
- «Фаетон», ор. 39;
- «Танець смерті» («Danse macabre»), ор. 40;
- «Юність Геракла», ор. 50;
- «Віра», три симфонічні картини, ор. 130;
- Перша і Третя рапсодії на теми бретонських народних пісень, ор. 7-біс
- Музика до вистави «Андромаха» (1903)
- Музика до кінофільму «Вбивство герцога Ґіза», ор. 128 (1908)

Концерти
- П'ять концертів для фортепіано з оркестром
- Три концерти для скрипки з оркестром
- Два концерти для віолончелі з оркестром

Інші твори для соло інструментів та оркестру
- Овернська рапсодія для фортепіано з оркестром, ор. 73 (1884);
- Вальс-каприс для фортепіано з оркестром «Весільний пиріг», ор. 76;
- Фантазія «Африка» для фортепіано з оркестром, ор. 89;

- Інтродукція та Рондо каприччиозо для скрипки з оркестром, ор. 28;
- Концертна п'єса для скрипки з оркестром, ор. 67;
- Хаванез для скрипки з оркестром, ор. 83;
- Андалузький каприс для скрипки з оркестром, ор. 122;

- Сюїта для віолончелі та оркестру, ор. 16-біс;
- Алегро апасіонат для віолончелі з оркестром, ор. 43;

- «Муза і Поет» для скрипки і віолончелі з оркестром, ор. 132;

- Романс для флейти з оркестром, ор. 37;
- «Оделетта» для флейти з оркестром, ор. 162;

- Тарантела для флейти і кларнета з оркестром, ор. 6;

- Концертштюк для валторни з оркестром f-moll, ор. 94;

- Концертна п'єса для арфи з оркестром, ор. 154;

### Камерні твори
- «Карнавал тварин» для камерного ансамблю

- Два фортепіанних тріо
- Два струнних квартети
- Фортепіанний квартет
- Фортепіанний квінет

- Каприс на теми данських і російських пісень для флейти, гобоя, кларнета і фортепіано, ор. 79;

- Септет для труби, струнного квінтету та фортепіано, ор. 65;

- Дві сонати для скрипки і фортепіано

- Колискова для скрипки і фортепіано, ор. 38;
- Триптих для скрипки і фортепіано, ор. 136;
- Дві елегії для скрипки і фортепіано, ор. 143 і ор. 160;
- «Арія годинника з маятником» для скрипки і фортепіано;

- Фантазія для скрипки та арфи, ор. 124;

- Дві сонати для віолончелі та фортепіано

- Сюїта для віолончелі та фортепіано, ор. 16 (існує і в оркестровій версії);
- Алегро апасіонато для віолончелі та фортепіано, ор. 43 (існує і в оркестровій версії);
- Романс для віолончелі та фортепіано, ор. 51;
- Сафіческая пісня для віолончелі та фортепіано, ор. 91;
- Соната для гобоя та ф-п. (Ор.166);
- Соната для кларнета і ф-п. (Ор. 167);
- Соната для фагота та ф-п. (Ор. 168).
- Численні твори для фортепіано соло

Етюд для фортепіано Op.135–4 Molto allegro

### Вокальні твори
- Пісні та романси на вірші французьких авторів

### Літературні твори
- «Гармонія і мелодія» (1885),
- «Портрети й спогади» (1900),
- «Витівки» (1913),
- «Германофілія» (1916).

## Переклади українською
Українська поетеса і перекладачка Тетяна Череп-Пероганич переклала з російської інструментальний твір Каміля Сен-Санса для голосу «Лебідь» (слова Є. Юр'єва) з концертно-камерного репертуару Євгенії Мірошниченко. Цей переклад увійшов до видання «Душа — се конвалія ніжна…», що вийшло друком в 2021.